# Alcis limitropha
Alcis limitropha är en fjärilsart som beskrevs av Edward P. Wiltshire 1967. Alcis limitropha ingår i släktet Alcis och familjen mätare. Inga underarter finns listade i Catalogue of Life.